# Vira
För andra betydelser, se Vira (olika betydelser).

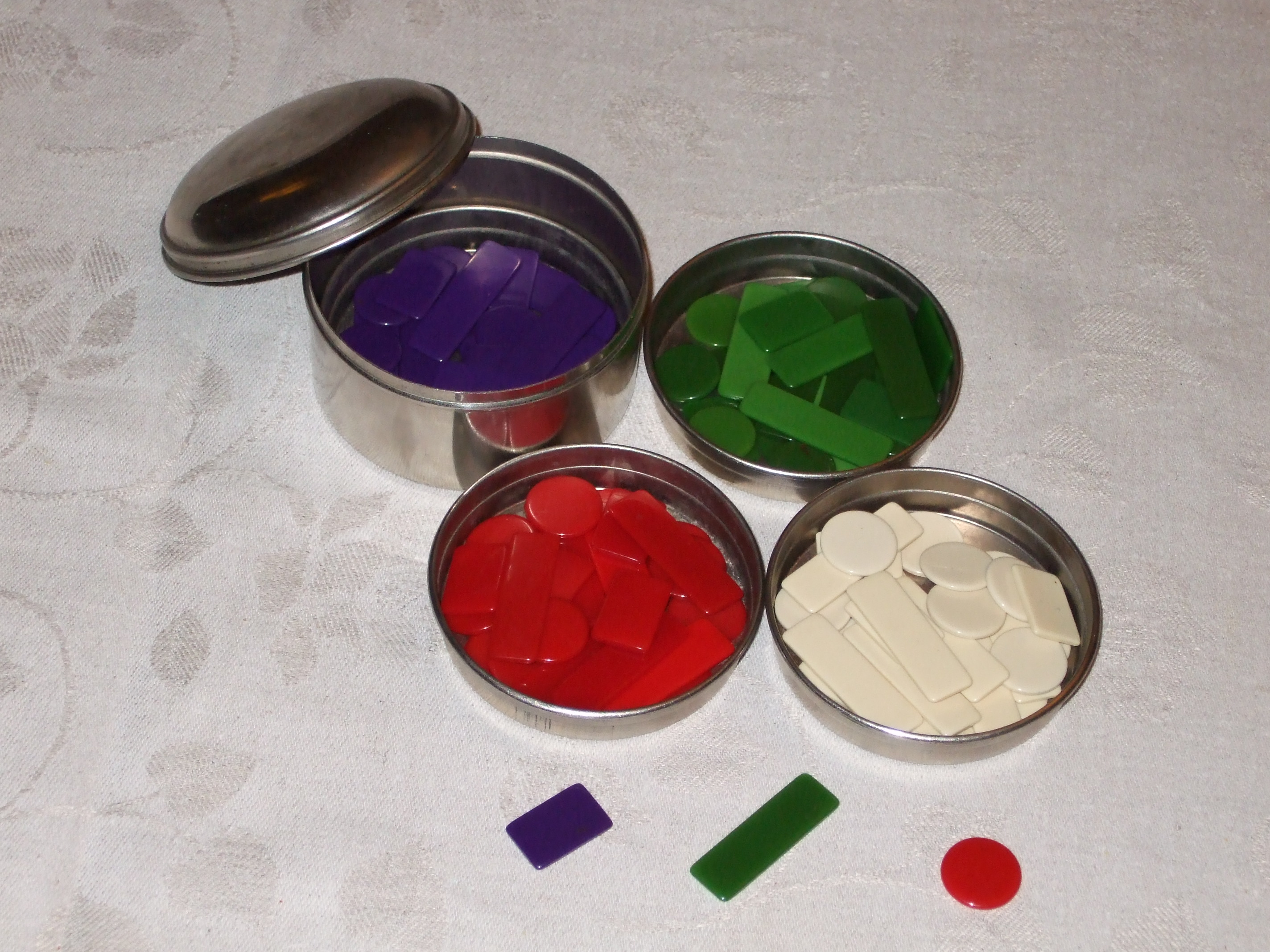
En så kallad ”virapulla”, vilket är en behållare för spelmarker som används i kortspelet vira.

Vira, eller wira, är ett klassiskt svenskt kortspel för tre eller fyra deltagare.

## Historik
Vira var utbrett och mycket populärt i Sverige från början av 1800-talet till mitten av 1900-talet. Spelet är en sammansmältning av de äldre kortspelen lomber och boston. I spelboken Lyckans talisman från 1818 står det: ”Detta Spel är en svensk uppfinning af sednare tider, har i hela Sverige inom få år utbredt sig, och vunnit tämmeligen allmänt bifall. Det finnes ingen Provins i Riket, och kanske icke någon Stad, der Wira icke spelas.”
En muntlig tradition säger att spelet uppfanns vid ett ting på Vira bruk i Roslagen cirka 1810 när deltagarna på tinget blev isolerade på grund av ett snöoväder. Senare forskning har visat att det faktiskt var ett snöoväder vid tinget på Vira bruk 1806 som var tillräckligt kraftigt för att omöjliggöra resor, men några mer konkreta belägg i form av ögonvittnesskildringar finns inte. Det finns ett antal myter som definitivt avfärdats av forskningen. En källa säger till exempel att spelet uppfanns av de tre bokhållarna Nykyrk, Centervall och Borup vid Vira bruk, men inga personer med de namnen har jobbat vid bruket. En annan myt säger att spelet uppfanns av valloner vid bruket och att det förklarar spelets många franska termer. Smederna vid bruket invandrade från Solingen i Tyskland, och de franska termerna är hämtade från föregångarna lomber och boston.
Vira var ett populärt kortspel med hög status ända fram till mellankrigstiden, då det efter hand förlorade terräng till den framväxande kontraktsbridgen. Vira spelas idag fortfarande i ett antal spelsällskap runt om i Sverige, och sedan 2003 anordnas årligen svenska mästerskap i vira. Vira har kallats för ”Sveriges nationalkortspel” av spelkonstruktören Dan Glimne.

## Spelregler
Vira är ett sticktagningsspel med budgivning. Tre spelare är aktiva i varje giv, även om man ofta spelar på fyra och turas om att stå över. Man spelar med en vanlig standardkortlek om 52 kort utan jokrar. Varje spelare får tretton kort, och övriga tretton kort bildar talongen. Vira har precis som bridge ett antal kontrakt eller spel. En spelare är alltid spelförare och spelar ensam mot de två andra. Budgivningen avgör vem som är spelförare och vilket kontrakt som skall spelas.
Kontrakten i vira är mer varierade än i bridge. Det finns både så kallade trumfspel, där spelföraren skall ta minst ett visst antal stick, och misärspel, där spelföraren skall ta exakt noll stick. Kontrakten skiljer sig också åt i hur spelföraren får utnyttja talongen. I vanliga köpspel får spelföraren köpa valfritt antal kort, i solospel får spelföraren bara använda kort från givarhanden och i gaskspel får spelföraren ta hela talongen. I de köpspel som spelas med trumf kan trumffärgen väljas på olika sätt. I vanliga köpspel väljer spelföraren trumf före köpet, i turnéer slås talongens översta kort upp och anger trumf, i vinglar väljer spelföraren trumf från de två översta korten och i tringel väljs trumf från de tre översta korten.
Kontrakten avgörs genom en sticktagning, som följer samma principer som i whist. Spelarna måste om möjligt följa färg, men får annars spela vilket kort som helst. Om det är ett kontrakt med trumf och om trumf spelades till sticket, vinns sticket av det högsta trumfkortet. I annat fall vinner det högsta kortet i den utspelade färgen. När sticktagningen är över, räknar man antalet stick som spelföraren har tagit. Om målet för kontraktet är uppfyllt, har spelföraren gått hem; om målet missas med ett stick, har han gått bet; om det missas med två stick eller fler, har han gått kodilj.
Vinst och förlust i ett kontrakt markeras med spelmarker. I vira används av tradition en så kallad virapulla, en liten cirkulär burk med lock som innehåller fyra skålar med spelmarker i en för respektive skål unik färg. Innan spelet börjar, tar varje spelare varsin skål med spelmarker. Den tomma pullan fungerar som kassa under spelets gång. En spelare som går bet eller kodilj betalar till pullan, och en spelare som går hem får betalt ur pullan. Dessutom sker en direkt betalning mellan spelarna som brukar kallas för pinnbetalning. Vid spelets slut delas pullans innehåll mellan spelarna. Om man spelar om pengar, köper varje spelare tillbaka marker i den egna färgen som har förlorats till andra spelare under spelets gång.

### Avpassning av bud
Om vira spelas strikt för att ta hem egna kontrakt, stannar budgivningen oftast på en låg nivå. I många virakretsar har det funnits en tradition att ingen skall få ta hem en enkelt kontrakt utan att möta tillräckligt motstånd. En spelare som står på tur att bjuda och tror att föregående budgivare lätt kommer att vinna sitt kontrakt förväntas bjuda vidare, även om spelaren inte har bra kort för ett eget bud. Det innebär inte att spelarna är likgiltiga för vinst och förlust, men taktiken måste anpassas så att man bjuder kontrakt som övriga spelare inte kan passa av snarare än kontrakt som man själv kan spela hem. När man har spelat på detta sätt, har det normalt funnits tumregler för vilken försvarsstyrka en spelare behöver för att passa av ett bud. De har aldrig fungerat som formella regler, men alltför stora avsteg från dem har setts som ett etikettsbrott.
I Handbok i vira från 1973 vidareutvecklade författaren Göran B. Nilsson denna tradition och lanserade ett antal så kallade avpassningskonventioner. Konventionerna gav noggrannare riktlinjer för när kontrakt fick passas av och gällde också högre kontrakt än tidigare. De har kritiserats för att vara alltför stelbenta, för att vara ett avsteg från traditionell vira och för att leda till orimliga konsekvenser för spelet. Dagens virasällskap har mycket olika syn på avpassningen. Vissa tillämpar helt fri avpassning, vissa har formulerat enkla tumregler och andra följer Göran B. Nilssons konventioner. Nybörjare i ett spelsällskap gör klokt i att höra sig för om lokala traditioner.

## Vira i kulturliv och samhälle
Vira hade hög status och ansågs länge höra till allmänbildningen för en framgångsrik person i den framväxande borgarklassen. En humoristisk krönika i Oskarshamns-Tidningen från 1905 skrev: ”En fullfjädrad herrekarl skall kunna röra på bägaren, så att det darrar efter’et, han ska’ – om han vill anses ha fått en finare uppfostran – kunna behärska alla slags kortspel, förnämligast vira, som han bör vara professor uti, därest han önskar komma fram i världen.” 
Referenser till och anspelningar på vira var vanliga i konst och litteratur. Spelet har bland annat figurerat i verk av kända författare som August Blanche, Sigfrid Siwertz, Hjalmar Bergman och Gunnar Ekelöf. I Stenfågel av Sven Delblanc utmålas vira med ett visst mått av ironi som ett särskilt svenskt spel: ”Tala inte illa om viraspelet, sade Müntzing strängt. Har bror inte ett uns patriotism i hjärterötterna? Vira är vårt enda inhemska spel och en charmant spegel för vår nationalkaraktär och vårt samhälle. [...] Vira är avundsjukans och den snikna individualismens spel och passar det svenska folket förträffligt. Spela vira, varer svenske!” 

### Vira och svenska språket
Vira gjorde under sin storhetstid avtryck på svenska språket. Ordet gask kommer från vira och anspelar på att det är ett högt och äventyrligt kontrakt. Härav uttrycken ”komma i gasken” och ”gaska upp sig”. Ordet används numera också – särskilt i studentikosa sammanhang – för att beteckna en festlig tillställning.
Uttrycket att man ”går bet” när man misslyckas med en uppgift kommer från speltermen att man går bet när man förlorar ett kontrakt.

### Varumärken
År 1890 registrerades i Borås ett varumärke med namnet Wira punsch. Flaskorna hade en tryckt budtabell för vira på etiketten.